# Huszár Ilona
Huszár Ilona (Balázs Andorné; Fehér Tiborné) (Budapest, 1924. augusztus 24. – Budapest, 2009. február 27.) orvos, ideg- és elmegyógyász, egyetemi tanár, igazságügyi elmeszakértő, az orvostudományok kandidátusa (1970).

## Életpályája
1942-ben érettségizett a budapesti Zrínyi Ilona Leánygimnáziumban. 1945–1950 között a Budapesti Orvostudományi Egyetem hallgatója volt. 1950–1965 között a Budapesti Orvostudományi Egyetem Ideg- és Elmegyógyászatiklinika (Pszichiátriai Klinika) gyakornoka és egyetemi tanársegéde volt. 1960-tól a Pest megyei Bíróság igazságügyi ideg- és elmeorvos szakértőjeként is dolgozott. 1961-től az Egészségügyi Tudományos Tanács szakértő referense volt. 1965–1971 között egyetemi adjunktus volt. 1969-ben igazságügyi elmeorvosi szakorvosi vizsgát tett. 1971–1979 között egyetemi docens volt. 1979–1994 között egyetemi tanár volt. 1994-ben nyugdíjba vonult.
Kutatási területe az igazságügyi pszichiátria, a szociálpszichiátria volt. Egyes különösen veszélyeztetett lakossági rétegek körében előforduló pszichés elváltozások, azok szociológiai háttértényezőinek kutatója volt. Az öngyilkossággal szembeni attitűdök kutatója is volt.

## Családja
Szülei Huszár (Hirsch) Sándor bankhivatalnok és Krausz Margit varrónő voltak. Testvére Huszár Tibor (1930–2019) szociológus volt. 1944-ben ment férjhez először; első férjét a nyilasok megölték. Második férje 1949–1955 között Balázs Andor volt, akitől elvált. Egy fiuk született: Balázs István (1950–). Harmadik párja 1958-tól Fehér Tibor rádiómérnök volt. Egy fiuk született: Miklós (1960).

## Művei
- Ideg- és elmekórtan (Budapest, 1953)
- A kényszerneurosisok halmozott shock kezelése (Ángyán Andrással, Nyírő Gyulával; Ideggyógyászati Szemle, 1956)
- Adatok a polyneuritis kérdéséhez (Orvosi Hetilap, 1959)
- Carotis communis beszűkítést követő késői amentia esete (Bartos Valériával, Pásztor Emillel; Ideggyógyászati Szemle, 1961)
- Adatok a boxolás neuropsychiatriai vonatkozásaihoz (Környey Edittel; Ideggyógyászati Szemle, 1965)
- Bűncselekmény Pondex-psychosisban (Gábor Istvánnal; Orvosi Hetilap, 1965. 34.)
- A gyógykezelt paralysis progressiva elmeszakértői vonatkozásai (Morphológiai és Igazságügyi Orvosi Szemle, 1965)
- A krónikus alkoholizmus néhány aktuális elmeszakértői vonatkozása (Gábor Istvánnal) – Alkoholos befolyásoltságban létrejövő szexuális bűncselekmények néhány problémája (Irányi Jenőnével; Magyar Jog, 1966)
- Az aktív schizophréniák igazságügyi elemkórtani vonatkozásai. – A „lezajlott” schizophréniák utáni állapotok elmeszakértői értékelésének néhány problémája (Orvosképzés, 1966)
- Különböző részegségek forensikus-pszichiátriai elemzése (Irányi Jenőnével; Pszichológiai tanulmányok. IX. Budapest, 1966)
- Tudatzavarban elkövetett brutális cselekmény (Gábor Istvánnal; Belügyi Szemle, 1966)
- Typusos és atypusos részegségi állapotok elkülönítésének elmeszakértői problémái (Irányi Jenőnével; Ideggyógyászati Szemle, 1967)
- Agydaganatok a hatósági boncolások tükrében (Kenyeres Imrével, Potondi Andrással; Orvosi Hetilap, 1967. 28.)
- Liquorcytológiai problémák idegrendszeri carcinománál (Péter Ágnessel, Szegedy Lászlóval; Ideggyógyászati Szemle, 1967)
- Autointoxicatiós somatogén elmebántalmak. – Endocrinopathiás elmebántalmak. – Epilepsiák. (Nyírő Gyula: Pszichiátria. Budapest, 1967)
- Haloperidol-készítmények hatásának értékelés. Hazai és külföldi haloperidol-készítmények összehasonlító vizsgálata (Fráter Rózsával; Gyógyszereink, 1969)
- Kísérlet a beszámíthatóság korszerű meghatározására (Kandidátusi értekezés; Budapest, 1969)
- Átmeneti pszichés zavarok epilepsziában (Orvosképzés, 1969)
- Skizofrének gondnokság alá helyezésének néhány elmeszakértői vonatkozása (Magyar Jog, 1969)
- Az epilepsia elmeszakértői megítélésének klinikai diagnosztikai problémái (Ideggyógyászati Szemle, 1972)
- Pszichiátriai előadások vázlata (Szerkesztette; Budapest, 1985; 2. javított és bővített kiadás; 1988; 3. javított és bővített kiadás; 1991)
- Igazságügyi elmekórtan (Kuncz Elemérrel, Magyar Istvánnal; Budapest, 1986)
- Szülőkapcsolat, nevelési jellemzők és társas támasz pszichés distresszben szenvedő serdülő lányoknál (Csorba Jánossal; Pszichológia, 1991)
- Érzelmi és szociális izoláció háttértényezői egészséges serdülő lányoknál (Csorba Jánossal; Pszichológia, 1993)
- Forenzikus pszichiátria. (A pszichiátria magyar kézikönyve. Budapest, 1998; 4. kiadás: 2007)
- Igazságügyi pszichiátria (Monográfia; Kuncz Elemérrel; Budapest, 1998)
- A pszichiátria vázlata (Főiskolai jegyzet; szerkesztette, Budapest, 1998; 2. kiadás: 2001)
- Rehabilitáció az orvosi gyakorlatban (Szerkesztette: Kullmann Lajossal, Tringer Lászlóval; Budapest, 1999)
- Az agresszió világa (Hárdi Istvánnal, Vetró Ágnessel; Budapest, 2000)
- Pszichiátriai epidemiológia. (Tabularium psychiatriae. Budapest, 2000)
- Tények és gondolatok a 20. század magyar pszichiátriájáról. A Magyar Pszichiátriai Társaság jubileumi évkönyve (Szerkesztette; Budapest, 2000)
- Pszichiátriai alapismeretek fogorvosoknak (Bitter Istvánnal; Budapest, 2007)
- Igazságügyi pszichiátria. (A pszichiátria rövidített kézikönyve; Budapest, 2007)
- A Balassa utcai klinikák 100 éve. Szemelvények az intézmény történetéből. 1908–2008. Szerkesztette: Bitter Istvánnal, Szirmai Imrével; Budapest, 2008)

## Díjai, elismerései
- Kiváló Orvos (1978)
- Magyar Ezüst Érdemkereszt (2005)
- Batthyány-Strattmann László-díj
- Honthy Hanna-díj